# 한밤중에 개에게 일어난 의문의 사건
《한밤중에 개에게 일어난 의문의 사건》(The Curious Incident of the Dog in the Night-Time)은 영국 작가 마크 해던이 2003년 발표한 소설이다.

## 등장 인물
- 크리스토퍼 존 프랜시스 부운(Christopher John Francis Boone): 주인공. 열다섯 살의 자폐증 소년.
- 에드 부운(Ed Boone-보일러 수리공): 주인공의 아버지.
- 주디 부운(Judy Boone) 주인공의 어머니. 아버지에서 돌아가셨다고 전해들었던 어머니다
- 시어스 부인(Eileen Shears): 이웃집에 사는 부인. 소설의 전반부에 등장한다.
- 로저 시어스(Roger Shears): 시어스 부인의 남편. 소설의 후반부에 등장한다.
- 톰슨 씨(Mr. Thompson): 크리스토퍼의 이웃.
- 알렉산더 부인(Mrs.Alexander): 크리스토퍼의 이웃.

## 줄거리

### 크리스토퍼
크리스토퍼 부운은 2년 전에 엄마가 심장마비로 사망후 영국의 작은 마을 스윈던에서 아버지와 둘이서 살고 있었다. 이 소년은 수학과 물리를 남들보다 잘 하고 다른 사람들보다 월등한 기억력을 지닌 소년이지만, 다른 사람과의 접촉을 거부하고 일이 계획대로 진행되지 않으면 공황 상태에 빠진다거나, 거짓말을 못하며 농담을 이해하지 못하는 자폐 장애를 가지고 있다.

### 웰링턴의 죽음
바로 이웃집에 살고 있었던 시어즈 부인의 개 웰링턴이 정원 포크(쇠갈퀴)에 찔려 죽어 있은 것을 발견한 크리스토퍼는 스스로 이번 사건을 해결하겠다고 결심한다. 오해를 받아 경찰서에 끌려가기도 하고 아버지에게 엄하게 꾸지람을 들으면서도 사건을 해결하겠다는 크리스토퍼의 결심은 확고하다.

### 수사
셜록 홈즈의 방법을 참조해 자기 나름대로 수사를 진행하던 크리스토퍼는 한 가지 결론에 도달한다. 개에게 직접적인 원한을 품은 사람은 없을 것이므로 웰링턴을 죽인 것은 그 주인인 시어즈 부인을 슬프게 만들려는 의도를 가진 사람이라는 결론이었다.그렇다면 가장 그럴듯한 동기를 지닌 사람은 2년 전에 집을 나간 시어즈씨 뿐이다.

### 모험
그러다 크리스토퍼는 한 동네에 살고 있는 알렉산더 부인에게서 뜻밖의 이야기를 듣는다. 집을 나가기 전 시어즈 씨는 크리스토퍼의 엄마와 불륜까지 할 정도로 매우 친밀한 사이였다는 것이다. 더욱이 아버지의 방에서 발견한 기묘한 편지 다발을 발견하고, 아버지로부터 들은 놀라운 고백과 웰링턴을 죽인 범인에 대한 충격적인 사건들을 접한 크리스토퍼는 마침내 난생 처음 혼자서 낯선 곳으로 떠나는 대모험을 하게 되었다.

### 엄마
지하철에서 너무 혼란스러운 시간을 보내고 지하철에서 내린 크리스토퍼는 인근 지역 상인에게 엄마의 주소를 물어보다가 런던의 주소록을 산 다음 어렵게 엄마의 집으로 가서 기다리다 결국 엄마를 만나게 된다. 그다음날 갑자기 크리스토퍼는 엄마에게 A레벨 수학 시험을 보기 위해서 스원던으로 가야 한다고 말한다. A 레벨 수학 시험이 끝나고 크리스토퍼는 아빠와 대화하기가 싫지만,아빠는 5분만 있으면 가도 좋다고 말한다. 아빠는 크리스토퍼에게 미안하다고 말하면서 두 달이 된 골든 리트리버를 크리스토퍼에게 선물로 준다.개에게 샌디라는 이름을 붙여주어 이야기는 행복하게 끝난다.

## 도서 정보
- 한밤중에 개에게 일어난 의문의 사건 / 유은영 역 / 문학수첩리틀북스 / 2004 ISBN 89-89708-72-9
- 한밤중에 개에게 일어난 의문의 사건 / 유은영 역 / 문학수첩리틀북스 / 2005 ISBN 89-89708-99-0

## 미디어믹스

### 공연
2015년 11월 27일 ~ 2016년 2월 6일 광림아트센터 BBCH홀에서 공연(7세 이상 165분)하였다. 당시 출연진은 아래와 같다.
| 배역          | 출연자 |
| ------------- | ------ |
| 크리스토퍼    | 윤나무 |
| 크리스토퍼    | 려욱   |
| 크리스토퍼    | 전성우 |
| 에드          | 김영호 |
| 에드          | 심형탁 |
| 선생님 시오반 | 배해선 |
| 선생님 시오반 | 김지현 |
| 주디          | 김로사 |
| 주디          | 양소민 |
| 로저          | 김동현 |
| 로저          | 황성현 |
| 시어즈        | 한세라 |
| 톰슨          | 신창주 |
| 이웃40번      | 조한나 |
| 알렉산드 부인 | 강정임 |